# 上丞增一
鹿豹座BE，又名BD+65 369，HD 23475、SAO 12916、HR 1155，是鹿豹座的一颗恒星，视星等为4.47，位于銀經140.02，銀緯8.75，其B1900.0坐标为赤經3h 40m 21.6s，赤緯+65° 8.75′ 1″。